# لامك3
LAMC3 هو بروتين.
.

## العمل
ويلعب Laminin-gamma3دوراً رئيسياً في تشكيل تلافيف وتعرجات المخ التي تحقق مساحة كبيرة للمخ وتضاعف تطور ذكائه.